# 松平忠清
松平 忠清（まつだいら ただきよ）は、安土桃山時代から江戸時代初期にかけての大名。通称は與次郎。玄蕃頭、民部大輔。三河国吉田藩の第2代藩主。竹谷松平家7代当主。

## 生涯
初代藩主・松平家清の長男として誕生。母は久松俊勝の娘・天桂院（徳川家康の異父妹）。幼名は万之助。
慶長15年（1610年）、父の急死により家督を継ぐ。
翌慶長16年（1611年）4月、参内を済ませた家康が居城の駿府への帰路で、途中で海路を選択した。家康を乗せた船は同月23日に尾州熱田から出航したが、強風で船が進まなかったために外洋へは出なかった。同月25日に三河湾の牟呂（現・豊橋市牟呂）の海岸へ漂着した。家康一行は休息目的で、近くの吉田城へ立ち寄った。おかげで忠清の家中は火急の応対に追われたと伝わる。慶長17年（1612年）正月13日に家康は再び三河に入り、吉田城に寄った。この回は駿府から幡豆郡吉良への鷹狩りの旅程で、吉田城に宿泊した。この時、忠清へ宿賃ともいうべき銀100枚が下された。鷹狩り旅行の帰途の2月3日にも、宿泊に立ち寄っている。
それから僅か2ヶ月余後の4月20日、忠清は急病を患いそのまま死去した。享年28。嫡子を定めていなかったため、吉田藩は無嗣除封となった。
ただし、竹谷松平家のそれまでの貢献度に鑑みた幕府は、忠清の異母弟の清昌に三河宝飯郡西ノ郡に5000石を改めて与え、交代寄合として存続させた。